# 黃怡文
黃怡文（1983年12月20日—），是中華民國的新聞記者兼任新聞主播。天主教輔仁大學大眾傳播研究所畢業。曾任TVBS新聞台記者兼任主播、郭台銘總統競選辦公室發言人。

## 學歷
- 高雄女中
- 國立體育學院休閒產業經營學系
- 天主教輔仁大學大傳所

## 經歷
- 校園主播第一名
- 新唐人亞太電視台第一名
- 校園主播客座評審
- 八大電視新聞部記者
- 中視新聞台記者、主播（2010年－2011年12月9日）
- 壹電視新聞記者、主播、氣象主播（2011年12月10日－2013年6月12日）
- 澳亞衛視《清清早茶》主播（2013年7月16日－2013年8月14日；2014年2月－至今）
- 澳亞衛視《午間報導》主播（2013年7月16日－2013年8月14日）
- 澳亞衛視《財經觀察室》代班主播（2013年）
- 澳亞衛視《澳亞新聞》主播（2013年8月16日－2014年1月）
- 澳亞衛視《澳亞快報》主播（2013年8月16日－2014年1月）
- 澳亞衛視《午間報導》代班主播（2014年2月－9月）
- 中天新聞台記者、氣象主播（2014年11月－2017年3月26日）
- TVBS新聞台新聞記者、主播（2017年4月6日–2023年10月20日）
- 郭台銘總統競選辦公室發言人（2023年10月21日-2024年1月12日）

## 外部連結
- 黃怡文的Facebook專頁